# Дарданельська операція (1807)
Дарданельська операція — відбулась в ході британо-османської війни 1807–1809 років, що у свою чергу була частиною Наполеонівських війн. У час Війн третьої коаліції літом 1806 року Османська імперія перейшла на сторону Наполеона І і закрила прохід через протоки Босфор, Дарданелли для кораблів країн коаліції, крім Французької імперії. Олександр I боявся просування військ Наполеона І через Східну Пруссію, Варшавське герцогство, зосередивши там війська. Війна з Османською імперією вимагала ослабити це угрупування і він попросив допомоги у короля Георга III.

## Історія
План британської операції полягав у проході кораблів британської середземноморської ескадри через Дарданелли до Константинополя і змушення султана Селіма III оголосити війну Франції, здати флот, укріплення у Дарданеллах Королівському флоту, Дунайських князівств Російській імперії. Під командуванням віце-адмірала Катберта Коллінгвуда * перебували лінкори 80-гарматний HMS Canopus*, 74-гарматний HMS Thunderer (1783)*, 64-гарматний HMS Standard  (1782)*, 56-гарматний HMS Glatton (1795)*, бомбардирські кораблі HMS Meteor (1803)*, HMS Lucifer.
Подальше зосередження сил відбулось біля острова Бозджаада у листопаді — грудні. Сюди прибув замісник командуючого ескадри віце-адмірал Джон Томас Дакворт* з 100-гарматним HMS Royal George*, 98-гарматним HMS Windsor Castle, 74-гарматні HMS Repulse*, HMS Ajax*, HMS Pompée. 29 січня 1807 британський посол з громадянами Британії покинув Константинополь на фрегаті 40-гарматний HMS Endymion.
На 10 лютого кораблі зосередились біля входу в протоку Дарданелли. Очікуючи сприятливого вітру і наказу просуватись далі, 14 лютого від залишеної свічки згорів HMS Ajax. З 633 його моряків загинуло 380. За цей час османи під керівництвом французьких інженерів займались посиленням фортифікацій у протоці. Лише 18 лютого кораблі розпочали операцію і вступили в бій біля Абідос* у найвужчій частині протоки. Біля редуту на березі на якорній стоянці перебувала частина османського флоту з 64-гарматного лінкору, 4 фрегатів (32-40 гармат), 4 корвети, 2 бриги, 2 канонерські човни. Їх атакував авангард флоту під командуванням контр-адмірала Сіднея Сміта* з лінкорів HMS Standard, HMS Thunderer, фрегатів HMS Pompee, HMS Endymion. О 10:00 з близької відстані вони розпочали обстріл, через що османські кораблі стали викидатись на мілину. Десант пошкодив гармати берегової батареї. Серед них була гармата-аналог «Базиліки», що попереднього разу використовувалась 1453 року, вагою 18.6 т. Слабкий опір османів частково пояснювався святковим місяцем Рамаданом.

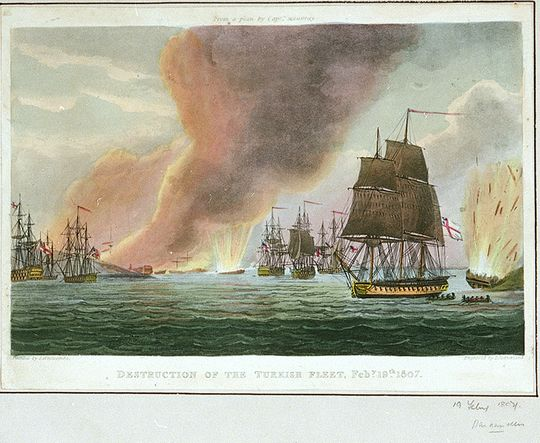
Спалення османських кораблів

Після битви всі кораблі перейшли до 21 лютого у Мармурове море, де стали на якір, а фрегат HMS Endymion* вирушив до Константинополя для перемовин, що з тривалими перервами тривали до кінця лютого. За цей час османи з французами відновили берегові фортифікації, а Константинополь захищали кораблі османського флоту, які не виходили в море для бою з британськими кораблями. Через потужні берегові батареї ті не наважувались їх атакувати у протоці Босфор. Зрештою британські кораблі вирушили у зворотній шлях. 2 березня при виході з Мармурового моря їх обстріляли берегові батареї, зокрема в один з ним попало мармурове ядро діаметром 1,8 м. На HMS Standard стався вибух, на HMS Meteor розірвало 250-мм мортиру. О полудні того ж дня ескадра підійшла до острова Бозджаада, втративши в операції 138 моряків вбитими і 235 пораненими. Там вони зустрілись з ескадрою Сенявіна і відмовились повторно атакувати Дарданелли.